# Tipula kiushiuensis
Tipula kiushiuensis är en tvåvingeart som beskrevs av Alexander 1925. Tipula kiushiuensis ingår i släktet Tipula och familjen storharkrankar. Inga underarter finns listade i Catalogue of Life.